# Stictoptera poecilosoma
Stictoptera poecilosoma là một loài bướm đêm trong họ Noctuidae.